# Prądy (Bydgoszcz)

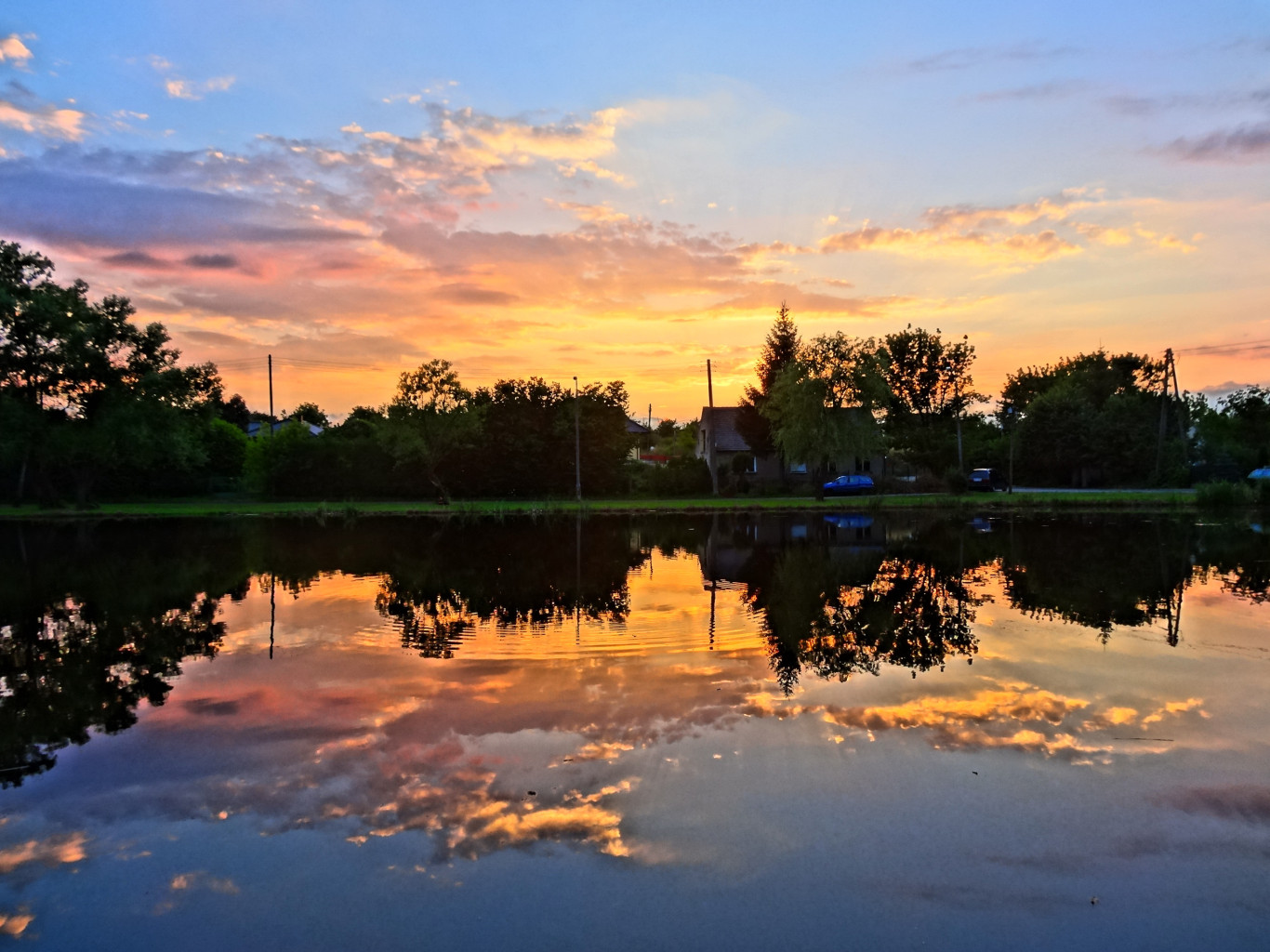
Staw na Prądach

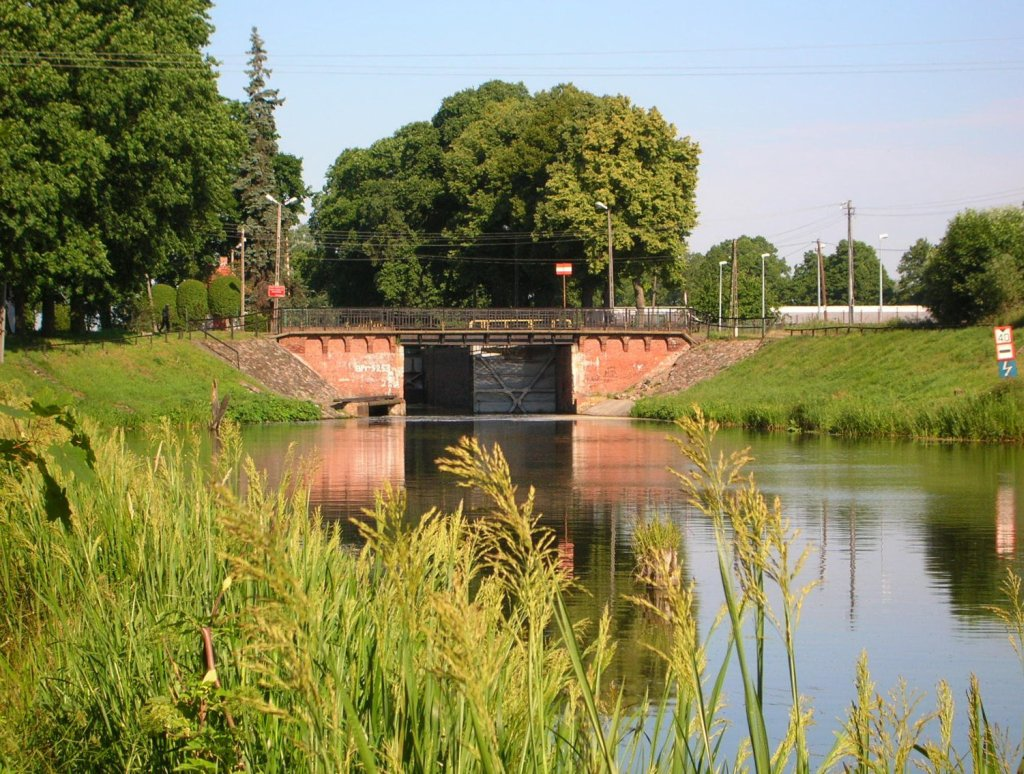
Śluza Prądy na Kanale Bydgoskim

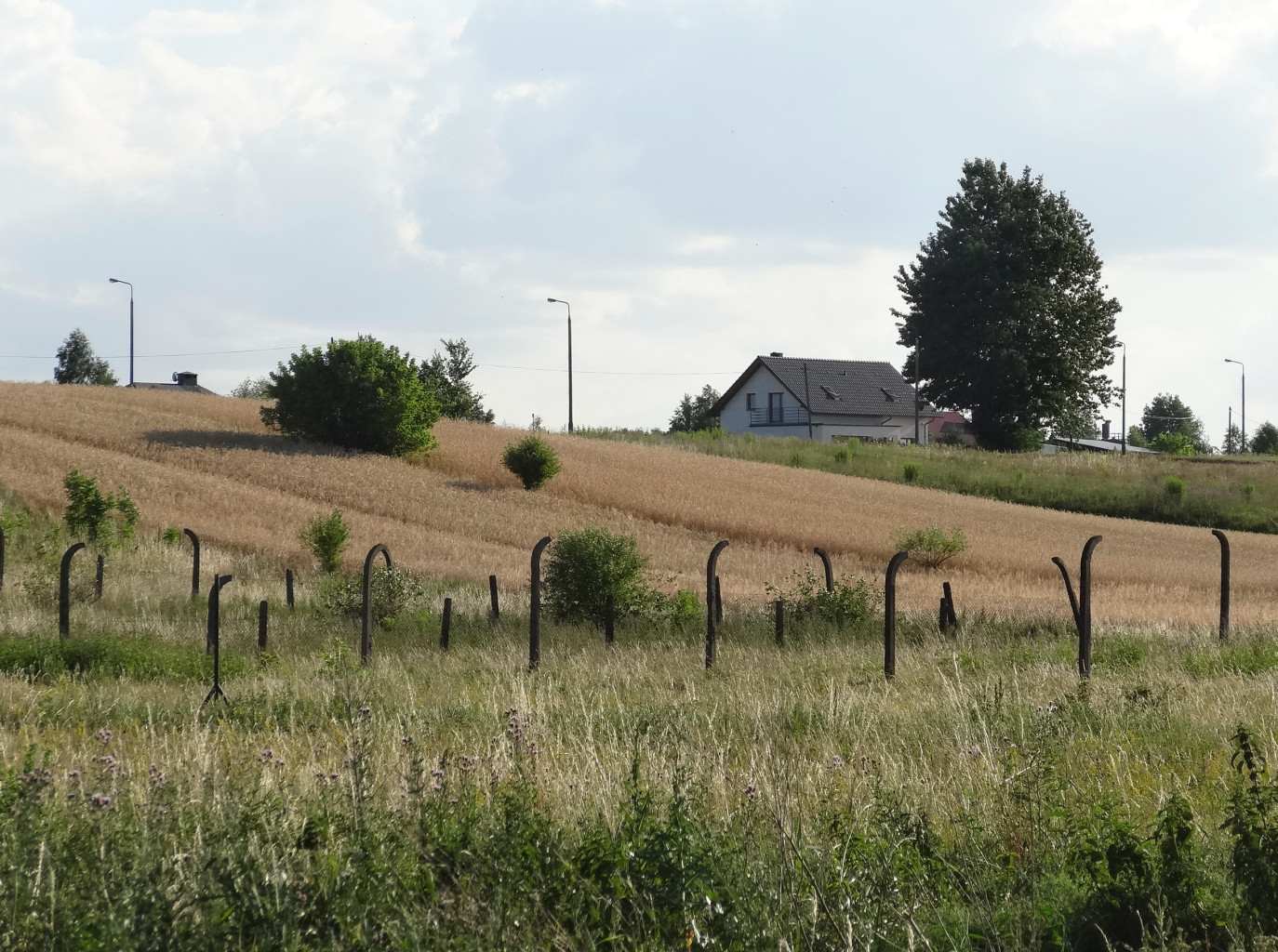
Zbocze Bydgoskie oddzielające niższy i wyższy taras osiedla

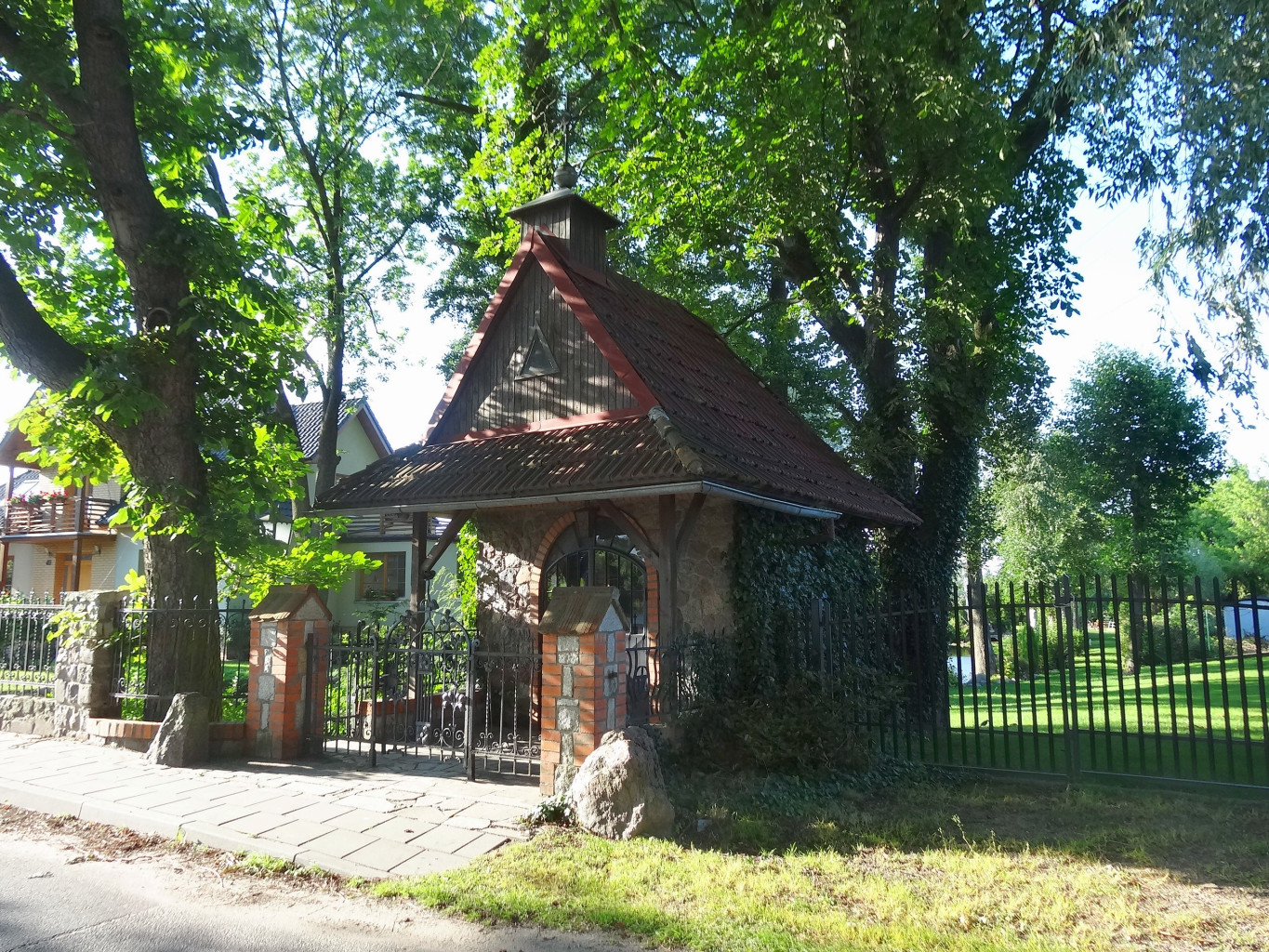
Kapliczka w pobliżu stawu na Prądach

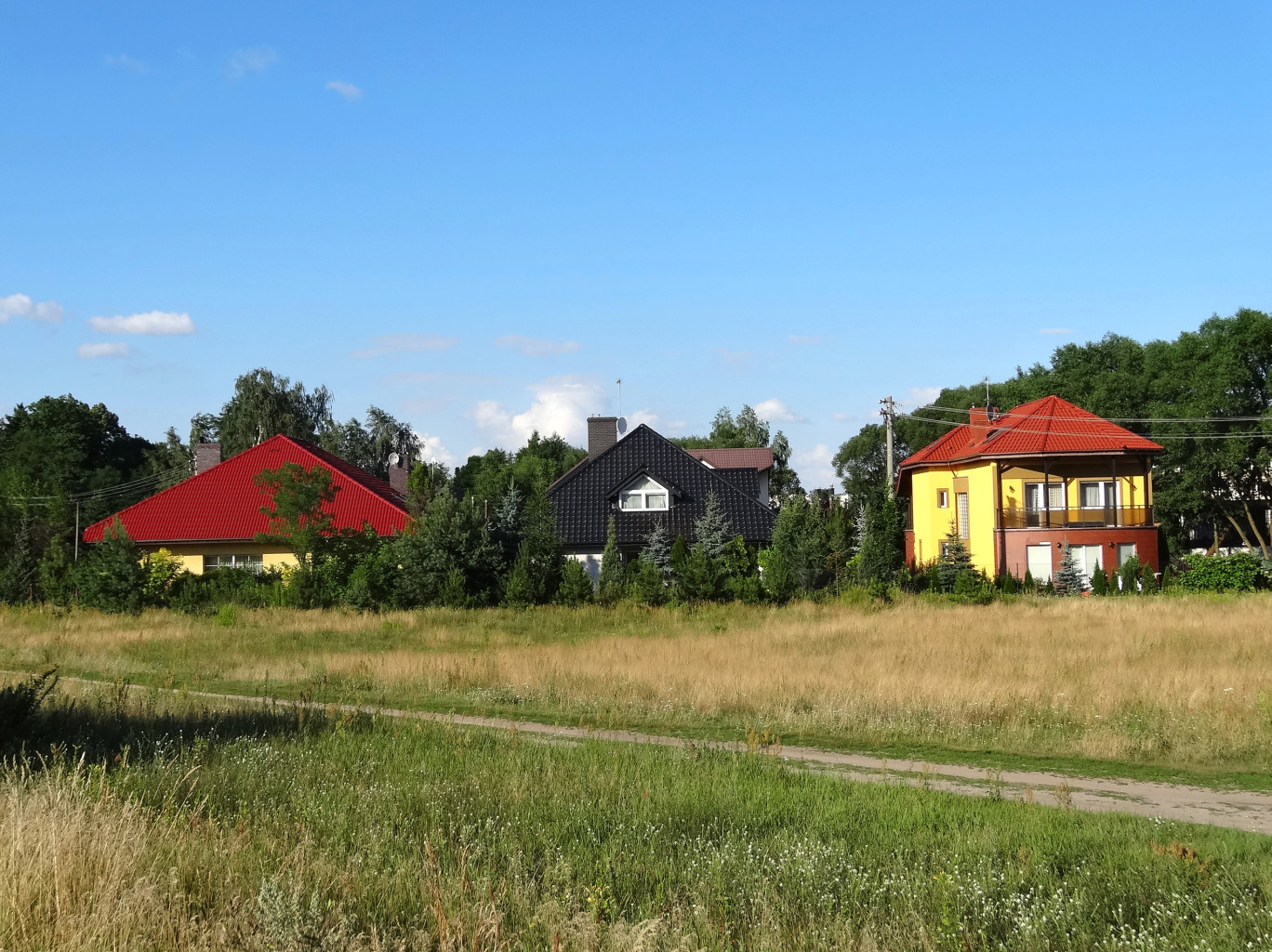
Zabudowa osiedla

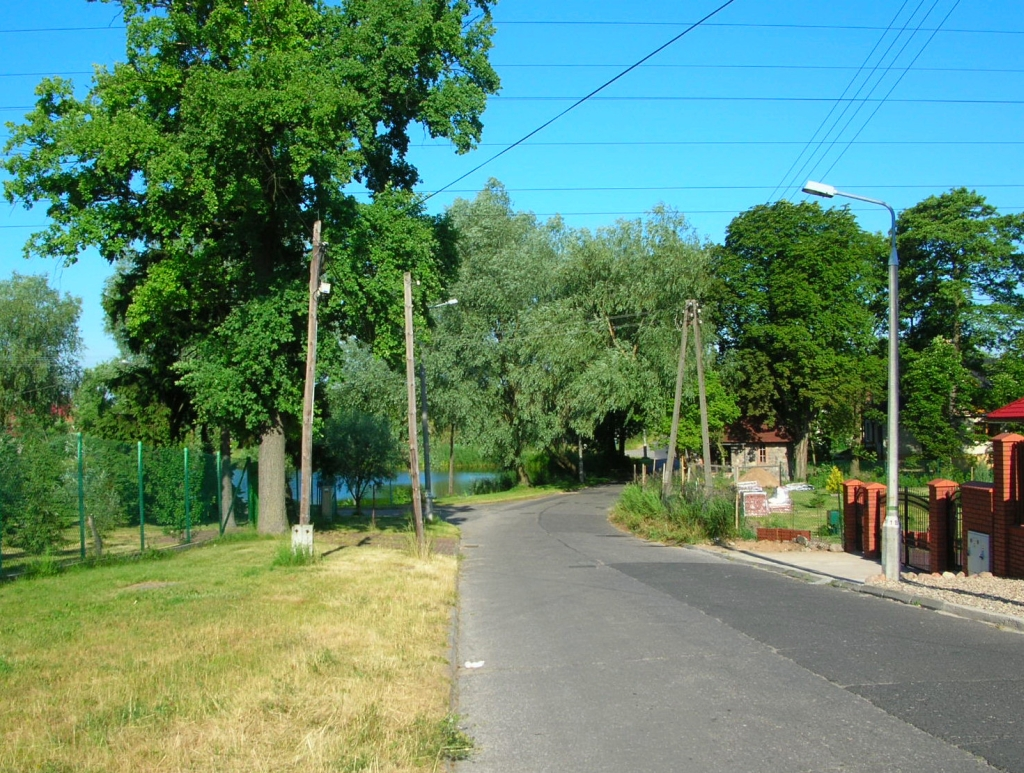
Ulica Lisia

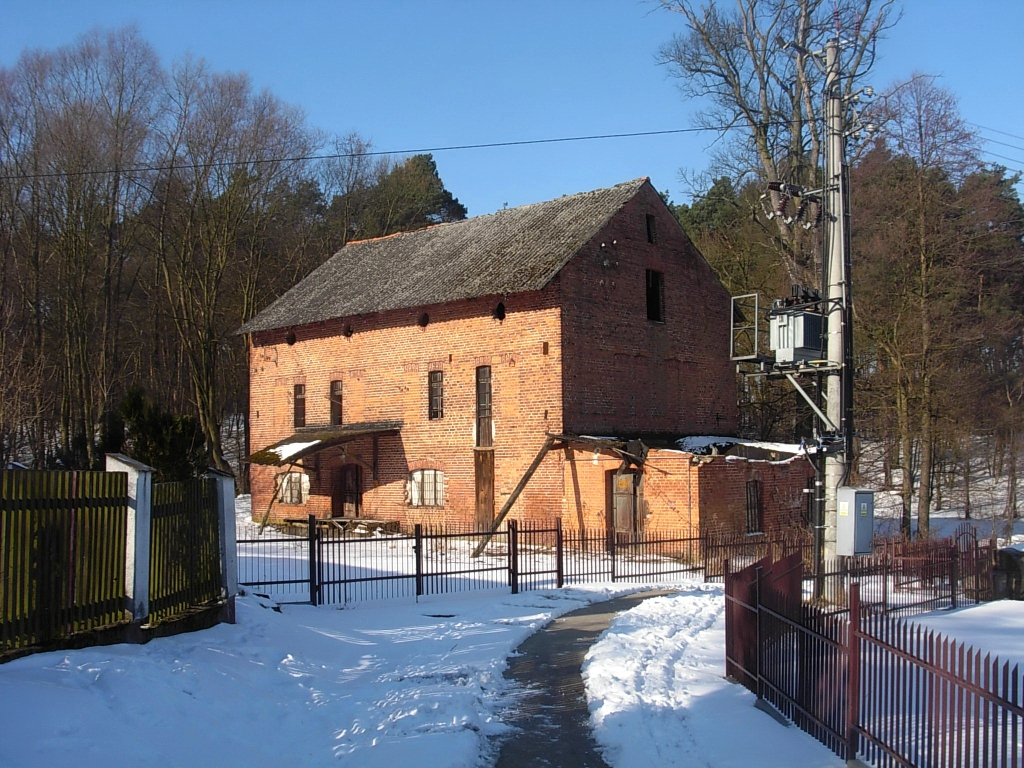
Dawny młyn wodny Tańskich na Strudze Młyńskiej – dopływie Kanału Bydgoskiego

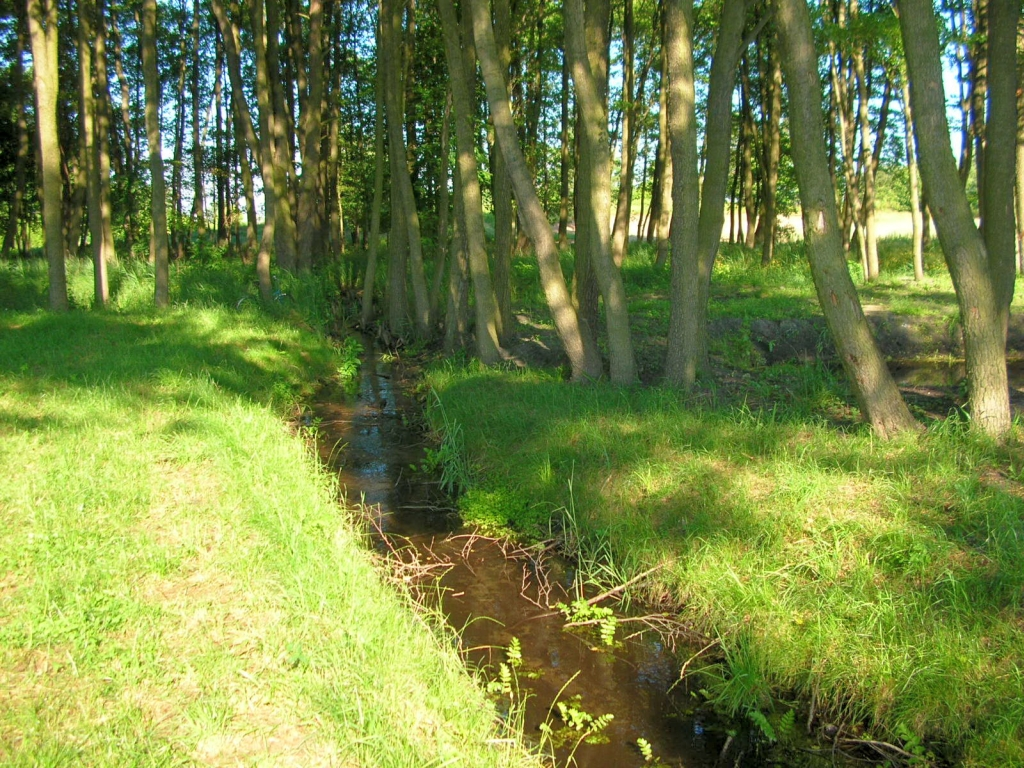
Potok Prądy płynący z okolic Lisiego Ogona do Kanału Bydgoskiego

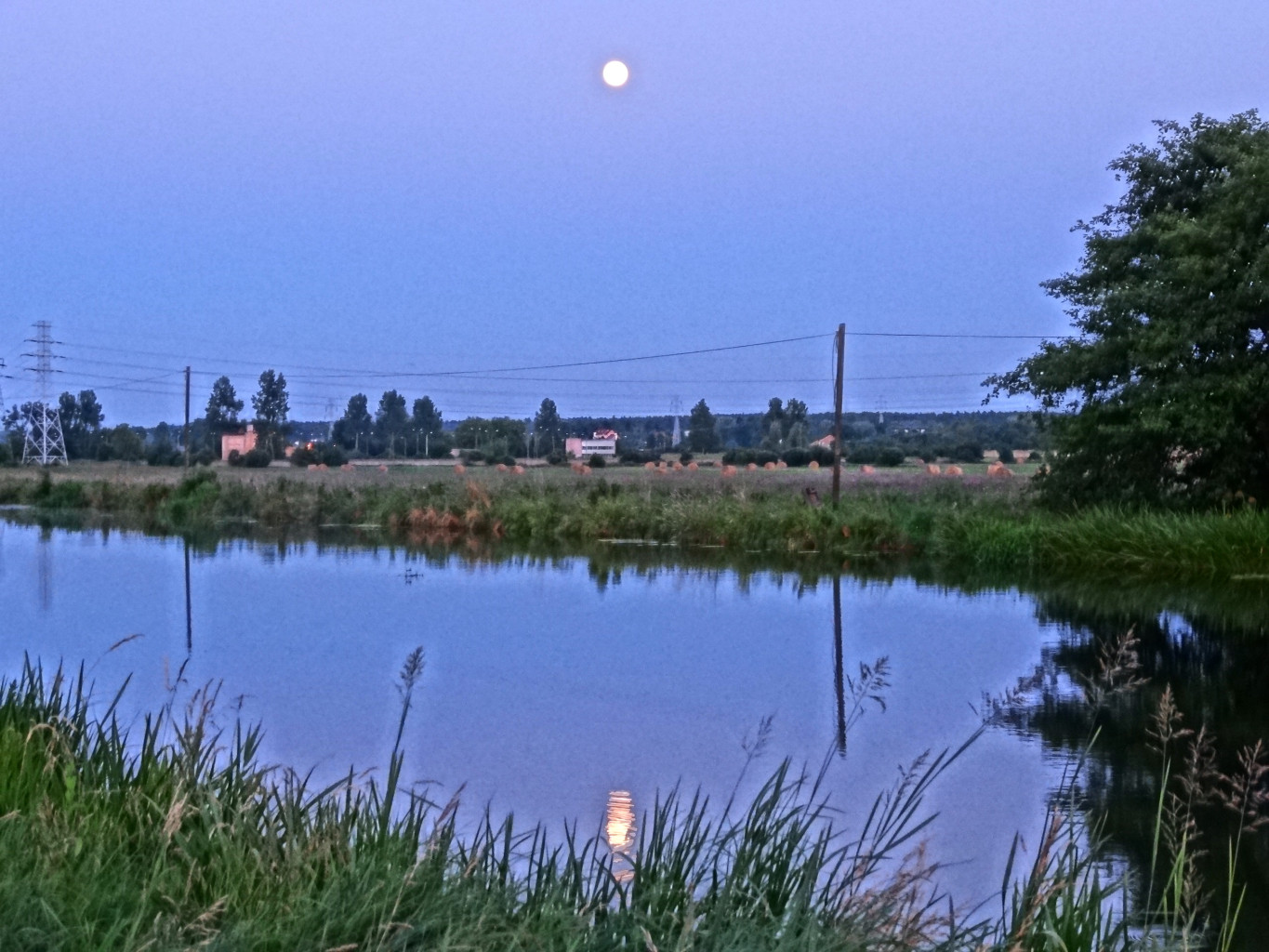
Kanał Bydgoski na Prądach

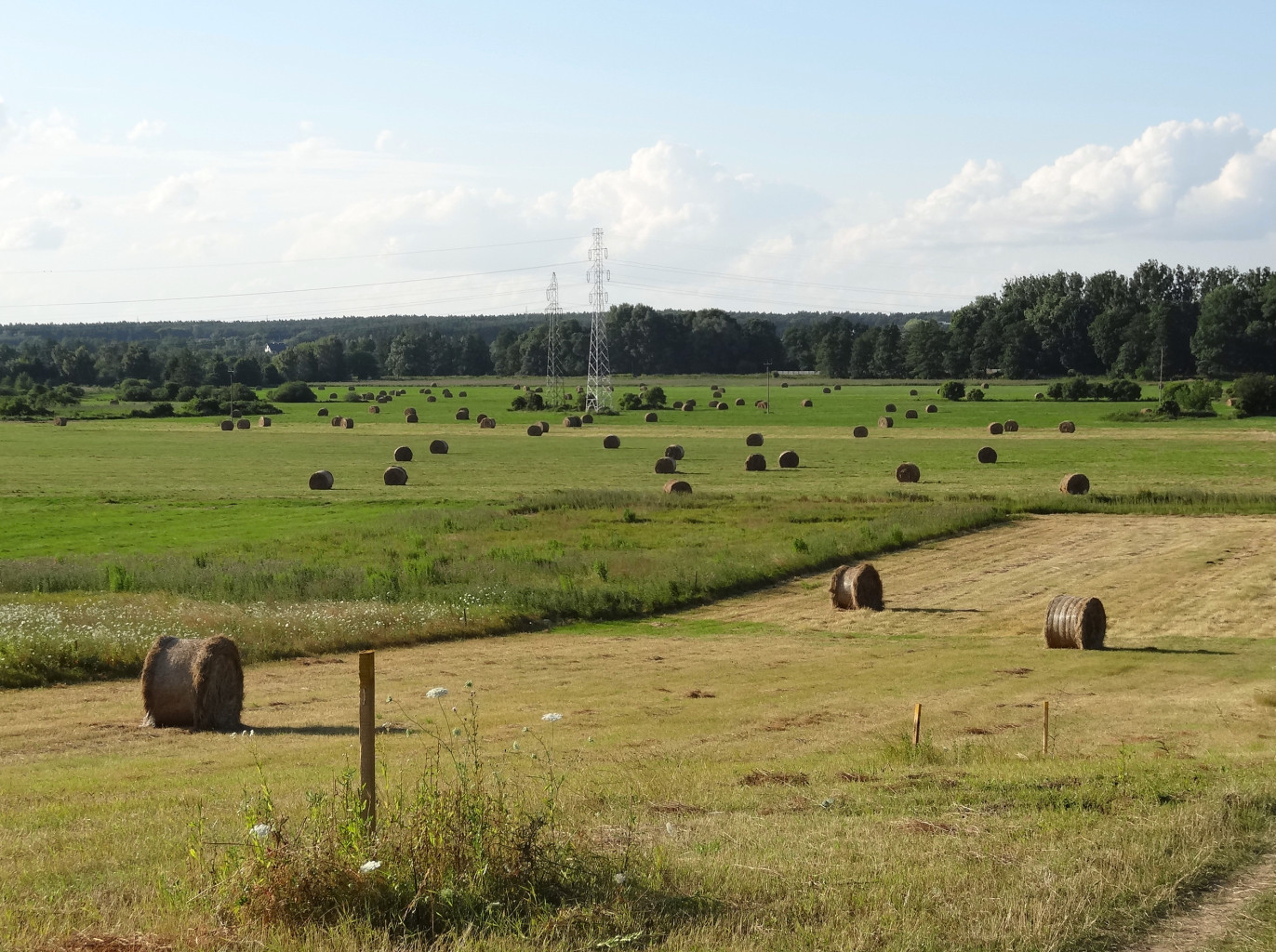
Użytkowane rolniczo łąki w Dolinie Kanału Bydgoskiego

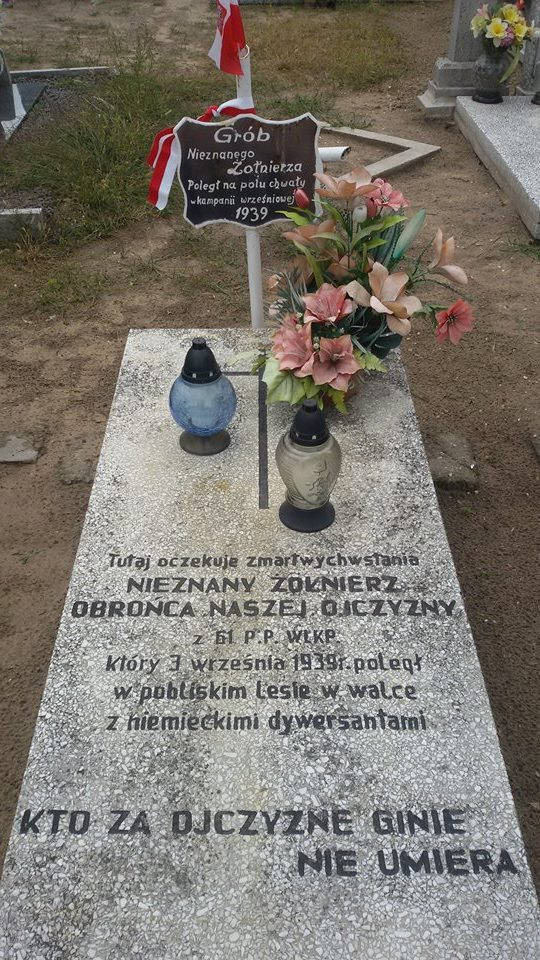
Grób Nieznanego Żołnierza na cmentarzu parafialnym Najświętszej Maryi Panny z Góry Karmel

Prądy (niem. Prondy, dawniej też Prąndy) – jednostka urbanistyczna (osiedle) miasta Bydgoszczy, w jego zachodniej części, nad Kanałem Bydgoskim.

## Położenie
Prądy usytuowane są na zachodnich rubieżach miasta Bydgoszczy. Sąsiadują z osiedlem Miedzyń i wsią Lisi Ogon. Na północy poprzez Kanał Bydgoski graniczą z Osową Górą, zaś na południu sięgają lasu szubińskiego. Wschodnią granicą jednostki urbanistycznej Prądy jest ul. Notecka i Tańskich.
Pod względem fizyczno-geograficznym osiedle leży w obrębie makroregionu Pradolina Toruńsko-Eberswaldzka, w mezoregionie Kotlina Toruńska. Większa część osiedla znajduje się w mikroregionie Miasto Bydgoszcz Północne (taras dolny, 54 m n.p.m.), natomiast fragment leżący na południu, oddzielony Zboczem Bydgoskim należy do mikroregionu Miasto Bydgoszcz Południowe (taras górny, 69 m n.p.m.) i Terasa Łochowska (część południowo-zachodnia). Zachodnie rubieże osiedla leżące w pobliżu obwodnicy Bydgoszczy – drogi krajowej nr 10, należą do mikroregionu Dolina Kanału Bydgoskiego.
Przez osiedle w zachodniej części (w niewielkiej dolince) przepływa Potok Prądy, na którym utworzone są stawy przepływowe. Natomiast w części wschodniej, na granicy z osiedlem Miedzyń przepływa Struga Młyńska. Cieki te uchodzą do Kanału Bydgoskiego.

## Charakterystyka
Osiedle Prądy jest obok Osowej Góry najdalej na zachód wysuniętą dzielnicą Bydgoszczy. Pod względem fizjograficznym położone jest na dwóch poziomach oddzielonych Zboczem Bydgoskim o wysokości względnej ok. 15 m. Na wschodnim krańcu osiedla (w okolicy Strugi Młyńskiej) i fragmentami nad Kanałem Bydgoskim występują zagajniki leśne. Nazwa Prądy pochodzi od prądów wodnych i powietrznych.
Przy ul. Prądy znajduje się historycznie najstarsza część osiedla. Występują tu dwa stawy utworzone na Potoku Prądy. Osiedle jest mało zurbanizowane, występują tu wolne tereny, stanowiące rezerwę po budownictwo mieszkaniowe, obecnie użytkowane rolniczo lub będące nieużytkami. Część terenu zajmują kompleksy działek rekreacyjnych („Formet” na zachodzie, „Spartakus”, „1-go Maja”, „Trzykrotka” na wschodzie, „Słonecznik”, „Wrzos”, „Lawina”, „Sasanka”, „Dzianotex” na południu), a przy ulicy Tańskich – cmentarz parafialny Najświętszej Maryi Panny z Góry Karmel.
Na osiedlu do 2010 r. pracowała oczyszczalnia ścieków „Osowa Góra”. Wzdłuż Kanału Bydgoskiego rozlokowane są śluzy: „Prądy” i „Osowa Góra”. Przez osiedle przebiega droga powiatowa do Łochowa i Nakła nad Notecią w ciągu ul. Nakielskiej i Łochowskiej.
Opracowywane dla Prądów plany miejscowe przewidują w przyszłości:
- możliwość realizacji budownictwa jednorodzinnego na terenie ogródków działkowych przy ul. Łochowskiej, Lisiej i Biskupińskiej,
- dopuszczenie realizacji przy ul. Prądy (nieopodal stawu) dwu- i trzykondygnacyjnej zabudowy wielorodzinnej (w 2018 rozpoczęto inwestycję)[6],
- przekształcenie terenu dawnego cmentarza ewangelickiego przy ul. Lisiej/Candera na mały skwer zieleni
- możliwość realizacji przedszkola na działce gminnej przy ul. Lisiej[7].

Do przedsięwzięć ujętych w „Planie Rozwoju Bydgoszczy na lata 2009-2014”, a dotyczących Prądów należy przebudowa ul. Nakielskiej na odcinku od ul. Wrocławskiej do ul. Lisiej.

### Ludność
W 1970 r. Prądy zamieszkiwało 700 osób, 20 lat później – 550. W kolejnych latach liczba mieszkańców wahała się: w 1998 r. wynosiła 630 osób, w 2004 – 471, a w 2010 r. Prądy zamieszkiwało 626 osób.

### Rekreacja
Na terenie Prądów znajduje się 32 ha terenów zieleni nieurządzonej, co stanowi 11% powierzchni całej jednostki urbanistycznej. Głównym obszarem rekreacyjnym jest Las Miedzyński, otaczający osiedle od południa oraz ścieżka spacerowa wzdłuż Kanału Bydgoskiego. Na Prądach znajdują się ponadto dwa cieki wodne, które miejscami podpiętrzone tworzą stawy. To Potok Prądy oraz Struga Młyńska dopływająca z południa poprzez dolinkę leśną w pobliżu cmentarza Najświętszej Maryi Panny z Góry Karmel przy ul. Tańskich.
Studium transportowe Bydgoszczy przewiduje realizację m.in. dróg rowerowych wzdłuż ulicy Lisiej i Łochowskiej.

### Ochrona przyrody
Zachodni skrawek Prądów w pobliżu Kanału Bydgoskiego należy do obszarów Natura 2000 pod nazwą: Dolina Środkowej Noteci i Kanału Bydgoskiego (Obszar specjalnej ochrony ptaków) oraz Dolina Noteci (Obszar mający znaczenie dla Wspólnoty). Wzdłuż Kanału Bydgoskiego, przy śluzie Prądy znajdują się trzy pomnikowe wiązy szypułkowe o obwodach w pierśnicy ok. 350  cm, zaś przy ul. Lisiej wierzba biała o obwodzie ponad 370 cm. Kolejne pomnikowe drzewa na terenie Prądów to: olsza czarna w pobliżu śluzy Prądy, dąb szypułkowy o obwodzie 400  cm oraz jesion wyniosły o obwodzie ponad 250  cm.

### Szlaki turystyczne
Na Prądach rozpoczynają się piesze szlaki turystyczne:  Powstania Wielkopolskiego do Rynarzewa prowadzący częściowo wzdłuż Kanału Górnonoteckiego oraz  Nadnotecki przez Tur, Nakło nad Notecią i dalej wzdłuż Noteci. Wiosną 2020 wytyczono kolejny  w kierunku Trzcińca i Portu Lotniczego.

## Historia
Na Prądach istniała osada założona w 1594 r., potem folwark, należący do miasta Bydgoszczy, darowany w 1633 r. jezuitom bydgoskim za zasługi które wyświadczyli podczas epidemii dżumy 1622-1630. Zabudowania folwarku znajdowały się na zachodnim i północnym brzegu stawu przy ulicy Lisiej. Na zachód od wsi, przy potoku Prądy (obecnie na terenie sołectwa Lisi Ogon) w 1744 roku założono dwa folwarki, należące do wójtostwa bydgoskiego Chwała Bogu oraz Żal się Boże (Nowa Erekcja).
Po rozbiorze Polski w 1772 wieś składała się z Folwarku Jesuiter-Prondy (Prądy Jezuickie, wzmiankowane jeszcze w 1803) oraz osad: Prondy-Kupferhammer (Prądy-hamernia), nazwa ta pochodzi od kuźnicy miedzi, która istniała przy dzisiejszym młynie Tańskich, Prondy-Dorf (Prądy-wieś), Prondy-Krug (Prądy-karczma), oraz założonej w 1797 przez 8 niemieckich rodzin ze Szwabii, na południowo-wschodnim brzegu stawu znajdującego przy ul. Lisiej, kolonii Prondy-Kolonie (Prądy-kolonia). Osiedlili się tu osadnicy ze Szwabii, którzy przybyli tu budować Kanał Bydgoski.
Na północ od Kanału Bydgoskiego przy tak zwanej Górze Zamkowej (Schloßberg) istniał mały folwark zwany początkowo Prondy, później Prondy-Mühle (Prądy-młyn).
Po wybudowaniu Kanału Bydgoskiego przyłączono do Osowca, a następnie Pawłówka, w granicach którego znajduje się do dzisiaj. Spis miejscowości rejencji bydgoskiej z 1833 r. podaje, że mieszkało tu 41 osób (18 ewangelików, 23 katolików) w 3 domach. Znajdował się tu młyn wodny. Pozostałością po folwarku jest nazwa posterunku odstępowego na linii kolejowej Bydgoszcz - Piła (PKP Prądy).
W 1714 roku podczas III wojny północnej, na Prądach stacjonował wraz ze swoimi wojskami, rosyjski książę Anikita Repnin.
Pod koniec XVIII wieku część Prądów należała do Józefa Korytowskiego – byłego biskupa sufragana archidiecezji gnieźnieńskiej. W XIX wieku były samodzielną wsią należącą do powiatu bydgoskiego. Prądy otoczone były dawniej błotami i rozlewiskami, które osuszono po zbudowaniu Kanału Bydgoskiego (1774).
Dla znajdujących się na południe od Kanału części Prądów spis miejscowości rejencji bydgoskiej podaje następujące dane statystyczne: wieś – 5 budynków i 55 dusz (28 ewangelików i 27 katolików), kolonia - 10 budynków, 97 dusz (77 ewangelików i 20 katolików), karczma i hamernia łącznie – 8 budynków, 38 dusz (31 ewangelików i 7 katolików). Według opisu Jana Nepomucena Bobrowicza z 1846 r. młyn wodny Prądy należał do majątku Osówiec, którego właścicielem był Piotr Schaal, natomiast wieś (5 domów, 55 mieszkańców), kolonia (10 domów, 97 mieszkańców) i hamernia (8 domów, 38 mieszkańców) Prądy należała do rządowej domeny bydgoskiej.
Kolejny spis z 1860 r. podaje, że w Prądach istniała wieś, kolonia osadnicza, karczma i hamernia. Łącznie mieszkało tu 312 osób (210 ewangelików, 102 katolików) w 26 domach. Szkoła elementarna znajdowała się przy kolonii osadniczej Prądy. Miejscowość należała do parafii katolickiej i ewangelickiej w Bydgoszczy.
Słownik geograficzny Królestwa Polskiego dla roku 1884 podaje, że Prądy były okręgiem wiejskim, w którego skład wchodziły:
1. Prądy karczma (niem. Prondy-Krug) – mieszkało tu 55 osób w 6 domostwach
2. Prądy hamernia (niem. Prondy-Kupferhammer, Mühle-Kupferhammer, pol. Miedziowa Kuźnia[22]) – mieszkało tu 18 osób w 2 domostwach

Cały okręg liczył 73 mieszkańców (54 ewangelików, 19 katolików) w 8 domach.
Osobno istniały:
1. Prądy wieś – mieszkało tu 68 osób (59 ewangelików, 9 katolików) w 9 domostwach
2. Prądy folwark – mieszkało tu 35 osób w 2 domostwach
3. Prądy młyn (niem. Prondy-mühle) – mieszkało tu 10 osób w 1 domostwie

Folwark i młyn należały do okręgu wiejskiego Pawłówek. Cała miejscowość liczyła 177 mieszkańców (132 ewangelików, 45 katolików), którzy zajmowali 19 domów. Najbliższa poczta, stacja kolejowa oraz kościół parafialny znajdowały się w Bydgoszczy w odległości ok. 9  km.
Podczas wojny prusko-austriackiej, w drodze z Gdańska na czeski Tovačov w maju 1866 roku w Prądach stacjonował batalion fizylierów 7 Wschodniopruskiego Pułku Piechoty Nr 44.
Na Prądach znajdowała się cegielnia, zbudowana w 1896 przez Waldemara Jenischa, projektanta budynku Lloyda przy ul. Grodzkiej. Już w 1906 została ona zamknięta, a budynek przebudowano na mieszkania czynszowe (rozwidlenie ulic Lisiej i Łochowskiej obok krzyża).
Nad Kanałem Bydgoskim Waldemar Jenisch zbudował w 1877 fabrykę cementu wapniowego Bromberger Cementkalkfabrik Waldemar Jenisch KG. Działały tutaj także dwa młyny oraz karczma (Zur Quelle przy ul. Nakielskiej, nieopodal Młyńskiej Strugi; ze względu na obecność karczmy tę część wsi nazywano Prądy-Krug).
W 1900 na Strudze Młyńskiej (historycznej Krępie) powstał obecny, czterokondygnacyjny budynek młyna z czerwonej cegły, z użytkowym poddaszem. Koło młyńskie napędzane było wodą ze 4-hektarowego stawu noszącego nazwę Kupferhammer See (Jezioro Miedziowe) czy też bardziej dostojnie Prondyer See (jezioro Prądy). Właściciele młyna oprócz działalności stricte przemysłowej świadczyli również cały wachlarz usług turystycznych, wynajmując łodzie i tratwy oraz serwując dania i napoje. Do stawu prowadziły pięknie utrzymane ścieżki spacerowe, a na jego brzegach można było zorganizować malowniczy piknik. Na środku jeziora znajdowała się porośnięta drzewami niewielka wyspa. Wiosną 1909 wystawiono na niej balladę operową „Die Fischerin” (Rybaczka) osnutą na kanwie romantycznej poezji Johanna Wolfganga Goethego. Na Strudze Młyńskiej zbudowano scenografię, a na brzegach jeziora stworzono infrastrukturę teatralną. Przybyli liczni goście, a wydarzenie wsparł bydgoski magistrat.
W 1905 Prądy liczyły 455 mieszkańców, z tego 387 ewangelików i 68 katolików, a w 1910 r. 402 mieszkańców. Wieś miała trzy cmentarze, dwa ewangelickie (na krańcu obecnej ul. Agatowej oraz nieopodal stawu na ul. Lisiej) i jeden katolicki. Po 1920 r. w ramach powiatu bydgoskiego powołano gminę Bydgoszcz Nadleśnictwo zwaną również Bydgoszcz-Wieś, złożoną z 12 gromad wiejskich, m.in. gromady Prądy.
3 września 1939 ok. godziny 22, na Prądach niemieccy dywersanci ostrzelali oddziały 15 Wielkopolskiej Dywizji Piechoty. W akcji odwetowej rozstrzelano 15 Niemców (m.in. Ferdinand Dreger, Gustav Dreger, Gustav Rudolf Kopiske, Ferdinand Giese). Po zajęciu wioski przez Wehrmacht, 8 października 1939 Volksdeutsche rozstrzelali polskiego właściciela młyna, Edmunda Tańskiego, wraz z 3 członkami jego rodziny.
Od 25 czerwca 1942 do 1945 nazwa wsi brzmiała Pronden. Spis datowany na 31 października 1943 roku wykazał, że gmina wiejska Prądy liczyła 307 ha. Mieszkało tu 507 osób w 142 domach. Gmina wchodziła w skład obwodu urzędowego Bydgoszcz-Wieś (niem. Amtsbezirk Bromberg-Land), powiatu bydgoskiego, rejencji bydgoskiej. 23 stycznia 1945 wieś została wyzwolona przez żołnierzy 175 Dywizji Piechoty 47 Armii, 1. Frontu Białoruskiego.
W powojennym układzie administracyjnym gromada Prądy wchodziła w skład gminy Bydgoszcz-Wieś, która była protoplastą późniejszej gminy Białe Błota. 5 października 1954 roku wieś Prądy o powierzchni 307 ha włączono w obręb miasta Bydgoszczy.
Po wojnie młyn przeszedł w ręce Lasów Państwowych. W l. 60 był zasilany energią elektryczną, a pamiątką po nim było koło młyńskie, znajdujące się na ceglanym postumencie przy przystanku autobusowym na ul. Nakielskiej. Po 1990 stał się własnością diecezji, a następnie prywatnych inwestorów, którzy zamierzali otworzyć tu działalność gastronomiczną. Staw młyński zanikł po przerwaniu grobli w czasie ulewy 15 lipca 1980, a w następnych latach porósł olszyną. W październiku 2019 dokonano rozbiórki budynków gospodarczych przylegającej do młyna dawnej leśniczówki. W 2022 w wyniku działalności bobrów dawny zbiornik został odtworzony, ale z uwagi na zagrożenie powodziowe tamę rozebrano. Opuszczony młyn stoi do dziś nieopodal ulic Tańskich i Trägerów. W sierpniu 2023 nowy właściciel uzyskał od władz miasta decyzję o pozwoleniu na zmianę sposobu użytkowania budynku młyna na budynek mieszkalny wielorodzinny wraz z przebudową, rozbudową i nadbudową o część mieszkalną i garażową.
W marcu 1955 r. Biuro Projektów Budownictwa Komunalnego w Bydgoszczy opracowało założenia pod budowę linii tramwajowej na osiedle Prądy. Trasa miała zaczynać się od mostów Solidarności, wzdłuż ul. Nakielskiej aż do ul. Łochowskiej. Budowy zaniechano z uwagi na wysokie koszty, w tym przebudowy wiaduktu kolejowego nad ul. Nakielską, czemu sprzeciwiało się PKP.
W grudniu 2017 rozpisano przetarg na przebudowę skrzyżowania ulic Nakielskiej, Łochowskiej i Lisiej na rondo o średnicy 26 m, wraz z budową drogi rowerowej wzdłuż ul. Łochowskiej. W kolejnym przetargu, w czerwcu 2018 złożono jedną ofertę wartości 26 mln zł. Prace rozpoczęły się w lipcu 2018 i miały potrwać najpierw do jesieni 2018, następnie do 26 marca 2019, jednakże ostatecznie odbioru inwestycji dokonano dopiero 13 maja 2019.

## Komunikacja miejska
Komunikację zapewniają następujące linie:
- linia dzienna 56: Belma – Glinki BFM (Mobilis)
- linia dzienna 62: Garbary – (Lisia) – Belma (Mobilis)[41]
- linia międzygminna 90: Garbary – Belma – Łochowice Zajęcza (MZK Bydgoszcz)
- linia nocna 36N: Łęgnowo – Lisia – (Belma) (MZK Bydgoszcz)

## Ludzie związani z Prądami
- Teofil Ociepka – malarz samouk, prymitywista
- Karol Schubert – pułkownik Cesarskiej i Królewskiej Armii, generał dywizji Wojska Polskiego, uczestnik I wojny światowej i wojny polsko-bolszewickiej; w miejscu jego willi powstało Osiedle Awangarda IV (Nakielska 224)

## Sport
W latach 30. XX wieku na Prądach istniał Klub Sportowy „Przyszłość” Prądy, który grał w klasie C Pomorskiego Związku Okręgowego Piłki Nożnej. W latach 50. istniał Ludowy Zespół Sportowy Prądy.

## Rada Osiedla
Jednostki urbanistyczne: Prądy i Miedzyń posiadają wspólną Radę Osiedla, której siedziba znajduje się przy ul. Pijarów 4.

## Ulice na osiedlu
- Biskupińska
- Lisia
- Krzysztofa Candera
- Jana Czochralskiego
- Jana Domaniewskiego
- Teofila Ociepki
- Stanisława Horno-Popławskiego
- Józefa Makowskiego
- Sicieńska
- Spacerowa
- Łochowska
- Agatowa
- Malachitowa
- Rubinowa
- Diamentowa
- Szmaragdowa
- Nefrytowa
- Prądy
- Szosa Obwodowa
- Tańskich
- Tarnowska
- Wojnowska
- Tallińska
- Dorpacka
- Kowieńska
- Ryska
- Poli Negri (od grudnia 2021)[43].